# Gonfanon avec la Pietà
Gonfanon avec la Pietà  (en italien : Gonfalone con la Pietà) est une peinture religieuse, une tempera sur toile du Pérugin, datant de 1472 environ et conservée à la Galerie nationale de l'Ombrie à Pérouse.

## Histoire
L'œuvre est une bannière de procession, un gonfalon provenant du couvent franciscain de Farneto, près de Pérouse. Il s'agit d'une œuvre de jeunesse de l'artiste.

## Thème
L'œuvre reprend le thème de la Pietà, ou Vierge de Pitié qui est un thème artistique de l'iconographie chrétienne représentant la Vierge Marie en Mater dolorosa (expression latine), mère pleurant son enfant qu'elle tient sur ses genoux, en l'occurrence le Christ descendu mort de la Croix avant sa mise au tombeau, événement placé avant sa Résurrection, suivie de son Ascension.

## Description
Jésus Christ mort au corps bleuté, vêtu de son seul périzonium, est  allongé, posé sur les genoux  de Marie ; ses plaies sont toutes visibles : aux mains, aux pieds, au flanc droit, autour de sa tête. Il est encadré par, à gauche, saint Jérôme priant, agenouillé, les mains jointes avec à son côté le lion, son traditionnel attribut, et, à droite, Marie-Madeleine, elle aussi agenouillée, implorante, les mains ouvertes le long de ses flancs.
Les figures latérales sont postées devant deux masses rocheuses, un à pics verticaux sombres à gauche, un stratifié et éclairé à droite, tandis que le groupe sacré central est disposé devant une ouverture vers le paysage faisant apparaître en arrière-plan  des collines, des arbrisseaux, un plan d'eau. Un vase en métal est posé vers les pieds du Christ. Tous les personnages sont auréolés d'un disque perspectif ourlé d'or.
Le ciel, clair vers l'horizon, se bleuit vers les nuages du haut.

## Analyse
La peinture est une œuvre de jeunesse de l'artiste. En effet, une série de graphismes et de « duretés » sont les fruits de l'influence d'Andrea del Verrocchio, comme le corps maigre du Christ, les drapés des saints semblables à des feuilles froissées (surtout sur la disposition rythmique des plis sur le sol), ainsi que le sentiment intense de douleur exprimé par la Vierge.
L'artiste à recours à des contrastes chromatiques afin de mettre en évidence les personnages comme les rochers en ombre derrière saint Jérôme font ressortir son habit blanc.
Une forte tension plastique est créée par les lignes de contour, typique de l'art florentin de l'époque.
Ce tableau est l'une des premières œuvres dans lesquelles apparaissent des « adoucissements » qui font évoluer Le Pérugin en peu d'années vers son style typique empreint de douceur et de grâce : Le visage de Madeleine par exemple est encadré par des élégantes boucles de cheveux blonds et dans le paysage apparaissent les douces collines et les arbrisseaux isolés.